# P4 Retro
P4 Retro är ett musikprogram i SR P4, som premiärsändes den 4 oktober 2008. inriktade sig på populärmusik från 1960-talet och 1970-talet. Programmet sänds på lördag och söndag morgon klockan 06:00-07:00 och leds av Peter Sundberg, Frida Tranvik, Alfred Sjelvgren och Robert Frank m.fl. Musiken väljs ut av Michael Cederberg.

### Fotnoter
1. ↑  ”Svensk mediedatabas”. http://smdb.kb.se/catalog/search?q=%22P4+Retro%22+typ%3Aradio&sort=OLDEST. Läst 16 april 2011.